# Bragasellus frontellum
Bragasellus frontellum är en kräftdjursart som först beskrevs av Pedro Ivo Soares Braga 1964.  Bragasellus frontellum ingår i släktet Bragasellus och familjen sötvattensgråsuggor. Inga underarter finns listade i Catalogue of Life.